# Canton de Saint-Vit
Le canton de Saint-Vit est une circonscription électorale française du département du Doubs créé par le décret du 25 février 2014 et entrée en vigueur lors des élections départementales de 2015.

## Histoire
Un nouveau découpage territorial du département du Doubs entre en vigueur à l'occasion des élections départementales de mars 2015, défini par le décret du 25 février 2014, en application des lois du 17 mai 2013 (loi organique 2013-402 et loi 2013-403). Les conseillers départementaux sont, à compter de ces élections, élus au scrutin majoritaire binominal mixte. Les électeurs de chaque canton élisent au Conseil départemental, nouvelle appellation du Conseil général, deux membres de sexe différent, qui se présentent en binôme de candidats. Les conseillers départementaux sont élus pour six ans au scrutin binominal majoritaire à deux tours, l'accès au second tour nécessitant 12,5 % des inscrits au premier tour. En outre la totalité des conseillers départementaux est renouvelée. Ce nouveau mode de scrutin nécessite un redécoupage des cantons dont le nombre est divisé par deux avec arrondi à l'unité impaire supérieure si ce nombre n'est pas entier impair, assorti de conditions de seuils minimaux. Dans le Doubs, le nombre de cantons passe ainsi de 35 à 19.
Le canton de Saint-Vit est formé d'une partie des communes des anciens cantons de Boussières (7 communes sur 20), de Quingey (34 communes sur 35) et d'Audeux (22 communes sur 40). Le canton est entièrement inclus dans l'arrondissement de Besançon. Le bureau centralisateur est situé à Saint-Vit.

## Représentation
| Période élective | Période élective | Mandat | Mandat   | Identité               | Nuance | Nuance | Qualité |
| ---------------- | ---------------- | ------ | -------- | ---------------------- | ------ | ------ | --- |
| 2015             | 2021             | 2015   | 2021     | Annick Jacquemet       |        | DVD    | Vétérinaire Sénatrice du Doubs (depuis 2020) Ancienne 1ère vice-présidente du conseil départemental (2015-2020) Ancienne 1ère adjointe au maire de Saint-Vit (2001-2020) Ancienne conseillère générale du canton de Boussières (2001-2015) |
| 2015             | 2021             | 2015   | 2021     | Thierry Maire du Poset |        | DVD    | Agriculteur Maire de Rennes-sur-Loue |
| 2021             | 2028             | 2021   | en cours | Annick Jacquemet       |        | DVD    | Conseillère sortante, sénatrice UC |
| 2021             | 2028             | 2021   | en cours | Thierry Maire Du Poset |        | DVD    | Conseiller sortant |

### Résultats détaillés

#### Élections de mars 2015
À l'issue du premier tour des élections départementales de 2015, trois binômes sont en ballottage : Annick Jacquemet et Thierry Maire du Poset (Union de la Droite, 34,62 %), Christel Hudry et Robert Sennerich (FN, 33,79 %) et Alexandre Cheval et Sylvie Luccisano (PS, 23,46 %). Le taux de participation est de 58,09 % (10 145 votants sur 17 463 inscrits) contre 52,68 % au niveau départemental et 50,17 % au niveau national.
Au second tour, Annick Jacquemet et Thierry Maire du Poset (Union de la Droite) sont élus avec 39,26 % des suffrages exprimés et un taux de participation de 59,81 % (3 938 voix pour 10 448 votants et 17 469 inscrits)
Annick Jacquemet, élue sous l'étiquette LR en 2015, a quitté cette formation politique la même année.

#### Élections de juin 2021
Le premier tour des élections départementales de 2021 est marqué par un très faible taux de participation (33,26 % au niveau national). Dans le canton de Saint-Vit, ce taux de participation est de 37,27 % (6 879 votants sur 18 458 inscrits) contre 34,1 % au niveau départemental. À l'issue de ce premier tour, deux binômes sont en ballottage : Annick Jacquemet et Thierry Maire Du Poset (DVD, 42,67 %) et Alexandre Cheval et Cécile Manzoni (Union à gauche avec des écologistes, 31,84 %).
Le second tour des élections est marqué une nouvelle fois par une abstention massive équivalente au premier tour. Les taux de participation sont de 34,3 % au niveau national, 35,83 % dans le département et 38,72 % dans le canton de Saint-Vit. Annick Jacquemet et Thierry Maire Du Poset (DVD) sont élus avec 61,12 % des suffrages exprimés (3 936 voix pour 7 141 votants et 18 445 inscrits),,.

## Composition
Le canton de Saint-Vit comprenait 63 communes entières à sa création.
À la suite de la fusion des communes de Montfort et de Pointvillers, le 1er juin 2016, pour former la commune nouvelle du Val, le canton comprend 62 communes. Ce changement est acté par un arrêté du 7 novembre 2019.
À la suite de la fusion des communes de Cussey-sur-Lison et de Châtillon-sur-Lison, le 1er janvier 2022, pour former la commune nouvelle de Cussey-sur-Lison, le canton comprend 61 communes.
| Nom                               | Code Insee | Intercommunalité            | Superficie (km2) | Population (dernière pop. légale) | Densité (hab./km2) | Modifier                                    |
| --------------------------------- | ---------- | --------------------------- | ---------------- | --------------------------------- | ------------------ | ------------------------------------------- |
| Saint-Vit (bureau centralisateur) | 25527      | CU Grand Besançon Métropole | 16,44            | 5 059 (2022)                      | 308                | modifier les données · modifier les données |
| Abbans-Dessous                    | 25001      | CC Loue-Lison               | 3,20             | 247 (2022)                        | 77                 | modifier les données · modifier les données |
| Abbans-Dessus                     | 25002      | CC Loue-Lison               | 4,43             | 283 (2022)                        | 64                 | modifier les données · modifier les données |
| Arc-et-Senans                     | 25021      | CC Loue-Lison               | 14,98            | 1 621 (2022)                      | 108                | modifier les données · modifier les données |
| Bartherans                        | 25044      | CC Loue-Lison               | 5,81             | 60 (2022)                         | 10                 | modifier les données · modifier les données |
| Berthelange                       | 25055      | CC du val marnaysien        | 4,07             | 358 (2022)                        | 88                 | modifier les données · modifier les données |
| Brères                            | 25090      | CC Loue-Lison               | 2,15             | 75 (2022)                         | 35                 | modifier les données · modifier les données |
| Buffard                           | 25098      | CC Loue-Lison               | 8,10             | 190 (2022)                        | 23                 | modifier les données · modifier les données |
| Burgille                          | 25101      | CC du val marnaysien        | 9,28             | 568 (2022)                        | 61                 | modifier les données · modifier les données |
| By                                | 25104      | CC Loue-Lison               | 7,34             | 83 (2022)                         | 11                 | modifier les données · modifier les données |
| Byans-sur-Doubs                   | 25105      | CU Grand Besançon Métropole | 9,91             | 619 (2022)                        | 62                 | modifier les données · modifier les données |
| Cessey                            | 25109      | CC Loue-Lison               | 7,53             | 321 (2022)                        | 43                 | modifier les données · modifier les données |
| Charnay                           | 25126      | CC Loue-Lison               | 5,66             | 471 (2022)                        | 83                 | modifier les données · modifier les données |
| Chay                              | 25143      | CC Loue-Lison               | 6,54             | 197 (2022)                        | 30                 | modifier les données · modifier les données |
| Chenecey-Buillon                  | 25149      | CC Loue-Lison               | 16,58            | 496 (2022)                        | 30                 | modifier les données · modifier les données |
| Chevigney-sur-l'Ognon             | 25150      | CC du val marnaysien        | 4,58             | 294 (2022)                        | 64                 | modifier les données · modifier les données |
| Chouzelot                         | 25154      | CC Loue-Lison               | 6,41             | 253 (2022)                        | 39                 | modifier les données · modifier les données |
| Corcelles-Ferrières               | 25162      | CC du val marnaysien        | 2,25             | 214 (2022)                        | 95                 | modifier les données · modifier les données |
| Corcondray                        | 25164      | CC du val marnaysien        | 5,38             | 146 (2022)                        | 27                 | modifier les données · modifier les données |
| Courcelles                        | 25171      | CC Loue-Lison               | 3,61             | 105 (2022)                        | 29                 | modifier les données · modifier les données |
| Courchapon                        | 25172      | CC du val marnaysien        | 5,31             | 242 (2022)                        | 46                 | modifier les données · modifier les données |
| Cussey-sur-Lison                  | 25185      | CC Loue-Lison               | 8,55             | 68 (2022)                         | 8,0                | modifier les données · modifier les données |
| Échay                             | 25209      | CC Loue-Lison               | 5,49             | 115 (2022)                        | 21                 | modifier les données · modifier les données |
| Émagny                            | 25217      | CC du val marnaysien        | 5,15             | 620 (2022)                        | 120                | modifier les données · modifier les données |
| Épeugney                          | 25220      | CC Loue-Lison               | 13,95            | 599 (2022)                        | 43                 | modifier les données · modifier les données |
| Étrabonne                         | 25225      | CC du val marnaysien        | 5,52             | 184 (2022)                        | 33                 | modifier les données · modifier les données |
| Ferrières-les-Bois                | 25235      | CC du val marnaysien        | 4,17             | 326 (2022)                        | 78                 | modifier les données · modifier les données |
| Fourg                             | 25253      | CC Loue-Lison               | 12,10            | 373 (2022)                        | 31                 | modifier les données · modifier les données |
| Franey                            | 25257      | CC du val marnaysien        | 3,38             | 267 (2022)                        | 79                 | modifier les données · modifier les données |
| Goux-sous-Landet                  | 25283      | CC Loue-Lison               | 5,42             | 60 (2022)                         | 11                 | modifier les données · modifier les données |
| Jallerange                        | 25317      | CC du val marnaysien        | 5,41             | 277 (2022)                        | 51                 | modifier les données · modifier les données |
| Lantenne-Vertière                 | 25326      | CC du val marnaysien        | 9,88             | 545 (2022)                        | 55                 | modifier les données · modifier les données |
| Lavans-Quingey                    | 25330      | CC Loue-Lison               | 5,90             | 182 (2022)                        | 31                 | modifier les données · modifier les données |
| Lavernay                          | 25332      | CC du val marnaysien        | 7,74             | 577 (2022)                        | 75                 | modifier les données · modifier les données |
| Liesle                            | 25336      | CC Loue-Lison               | 16,54            | 558 (2022)                        | 34                 | modifier les données · modifier les données |
| Lombard                           | 25340      | CC Loue-Lison               | 5,92             | 195 (2022)                        | 33                 | modifier les données · modifier les données |
| Mercey-le-Grand                   | 25374      | CC du val marnaysien        | 6,56             | 531 (2022)                        | 81                 | modifier les données · modifier les données |
| Mesmay                            | 25379      | CC Loue-Lison               | 3,11             | 68 (2022)                         | 22                 | modifier les données · modifier les données |
| Moncley                           | 25383      | CC du val marnaysien        | 7,92             | 296 (2022)                        | 37                 | modifier les données · modifier les données |
| Montrond-le-Château               | 25406      | CC Loue-Lison               | 10,90            | 559 (2022)                        | 51                 | modifier les données · modifier les données |
| Le Moutherot                      | 25414      | CC du val marnaysien        | 1,30             | 132 (2022)                        | 102                | modifier les données · modifier les données |
| Myon                              | 25416      | CC Loue-Lison               | 16,06            | 181 (2022)                        | 11                 | modifier les données · modifier les données |
| Palantine                         | 25443      | CC Loue-Lison               | 4,31             | 59 (2022)                         | 14                 | modifier les données · modifier les données |
| Paroy                             | 25445      | CC Loue-Lison               | 4,37             | 118 (2022)                        | 27                 | modifier les données · modifier les données |
| Pessans                           | 25450      | CC Loue-Lison               | 4,35             | 90 (2022)                         | 21                 | modifier les données · modifier les données |
| Placey                            | 25455      | CC du val marnaysien        | 2,57             | 193 (2022)                        | 75                 | modifier les données · modifier les données |
| Pouilley-Français                 | 25466      | CU Grand Besançon Métropole | 6,08             | 824 (2022)                        | 136                | modifier les données · modifier les données |
| Quingey                           | 25475      | CC Loue-Lison               | 8,55             | 1 313 (2022)                      | 154                | modifier les données · modifier les données |
| Recologne                         | 25482      | CC du val marnaysien        | 6,78             | 716 (2022)                        | 106                | modifier les données · modifier les données |
| Rennes-sur-Loue                   | 25488      | CC Loue-Lison               | 5,50             | 107 (2022)                        | 19                 | modifier les données · modifier les données |
| Ronchaux                          | 25500      | CC Loue-Lison               | 5,24             | 97 (2022)                         | 19                 | modifier les données · modifier les données |
| Roset-Fluans                      | 25502      | CU Grand Besançon Métropole | 8,28             | 578 (2022)                        | 70                 | modifier les données · modifier les données |
| Rouhe                             | 25507      | CC Loue-Lison               | 4,19             | 82 (2022)                         | 20                 | modifier les données · modifier les données |
| Ruffey-le-Château                 | 25510      | CC du val marnaysien        | 7,25             | 366 (2022)                        | 50                 | modifier les données · modifier les données |
| Rurey                             | 25511      | CC Loue-Lison               | 14,77            | 359 (2022)                        | 24                 | modifier les données · modifier les données |
| Samson                            | 25528      | CC Loue-Lison               | 1,95             | 70 (2022)                         | 36                 | modifier les données · modifier les données |
| Sauvagney                         | 25536      | CC du val marnaysien        | 3,95             | 194 (2022)                        | 49                 | modifier les données · modifier les données |
| Le Val                            | 25460      | CC Loue-Lison               | 6,61             | 245 (2022)                        | 37                 | modifier les données · modifier les données |
| Velesmes-Essarts                  | 25594      | CU Grand Besançon Métropole | 2,92             | 363 (2022)                        | 124                | modifier les données · modifier les données |
| Villars-Saint-Georges             | 25616      | CU Grand Besançon Métropole | 5,15             | 283 (2022)                        | 55                 | modifier les données · modifier les données |
| Villers-Buzon                     | 25622      | CC du val marnaysien        | 3,19             | 295 (2022)                        | 92                 | modifier les données · modifier les données |
| Canton de Saint-Vit               | 2517       |                             | 416,54           | 24 967 (2022)                     | 60                 | modifier les données                        |

## Démographie
En 2022, le canton comptait 24 967 habitants, en évolution de +2,01 % par rapport à 2016 (Doubs : +1,88 %, France hors Mayotte : +2,11 %).
| 2013   | 2018   | 2022   |
| ------ | ------ | ------ |
| 23 949 | 24 653 | 24 967 |